# Ванслебен-ам-Зе
Ванслебен-ам-Зе (нем. Wansleben am See) — деревня в Германии, в земле Саксония-Анхальт, входит в район Мансфельд-Зюдгарц в составе коммуны Зегебит-Мансфельдер.
Население составляет 1741 человек (на 31 декабря 2008 года). Занимает площадь 7,84 км².

## История
Первое упоминание о поселении встречается в 881 году в каталоге плательщиков десятины монастырю Херсфельда.
1 января 2010 года, после проведённых реформ, была образована коммуна Зегебит-Мансфельдер, а в её состав вошли ранее независимые коммуны: Амсдорф, Азелебен, Ванслебен-ам-Зе, Дедерштедт, Зеебург, Люттхендорф, Нехаузен, Рёблинген-ам-Зе, Хорнбург, Штедтен, Эрдеборн.

## Галерея

Ванслебен-ам-Зе на карте коммуны
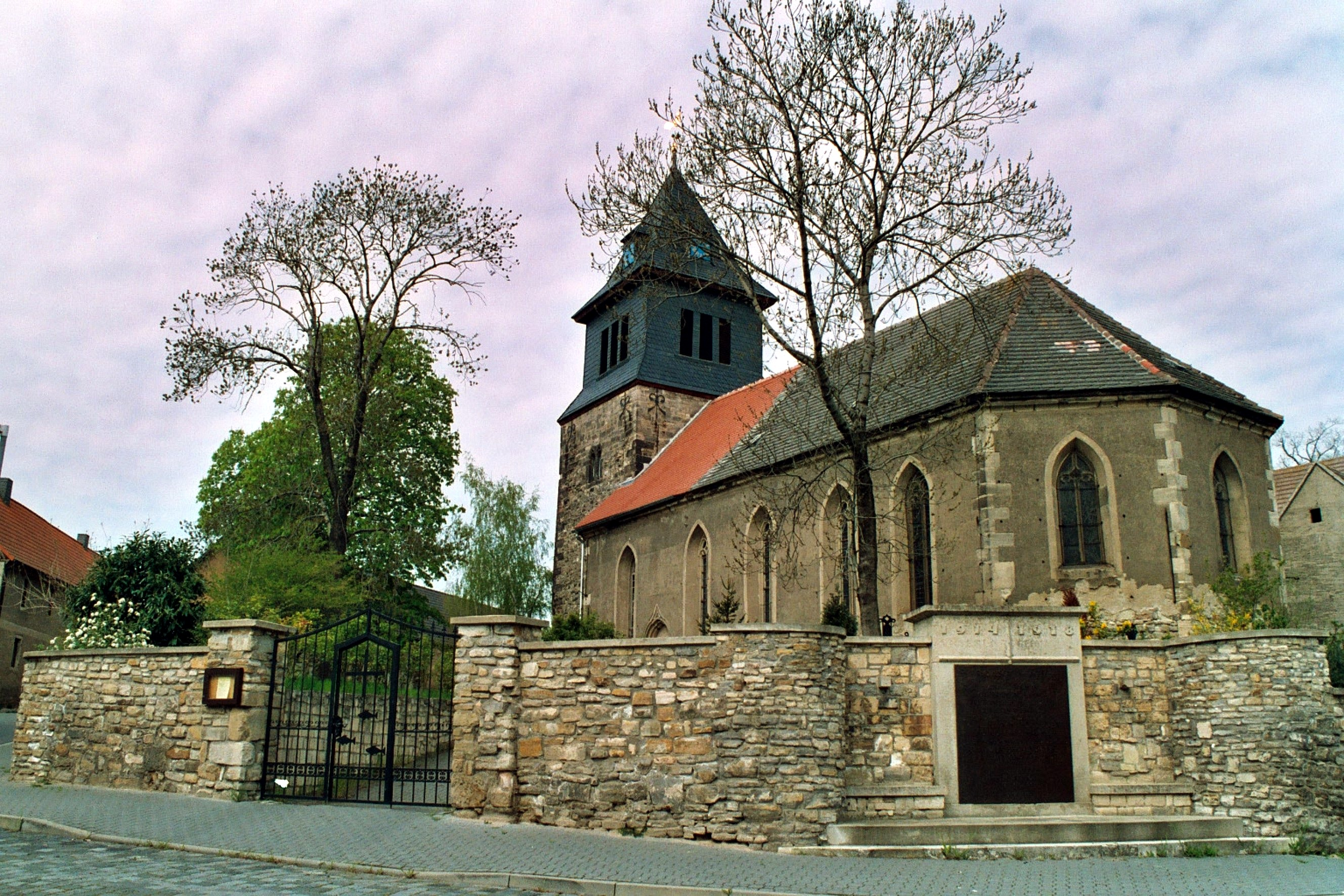
Церковь в Ванслебен-ам-Зе
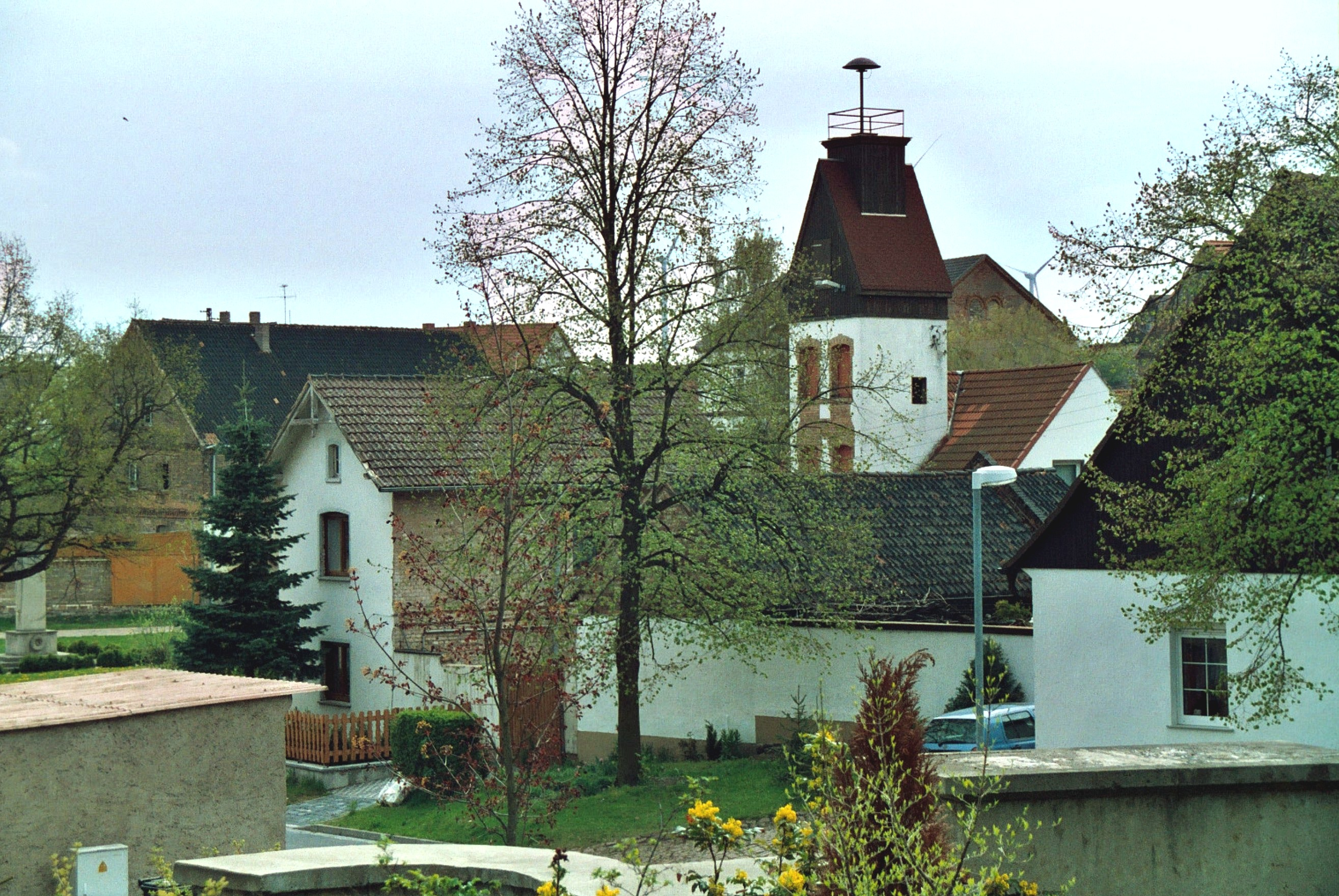
Дома в Ванслебен-ам-Зе
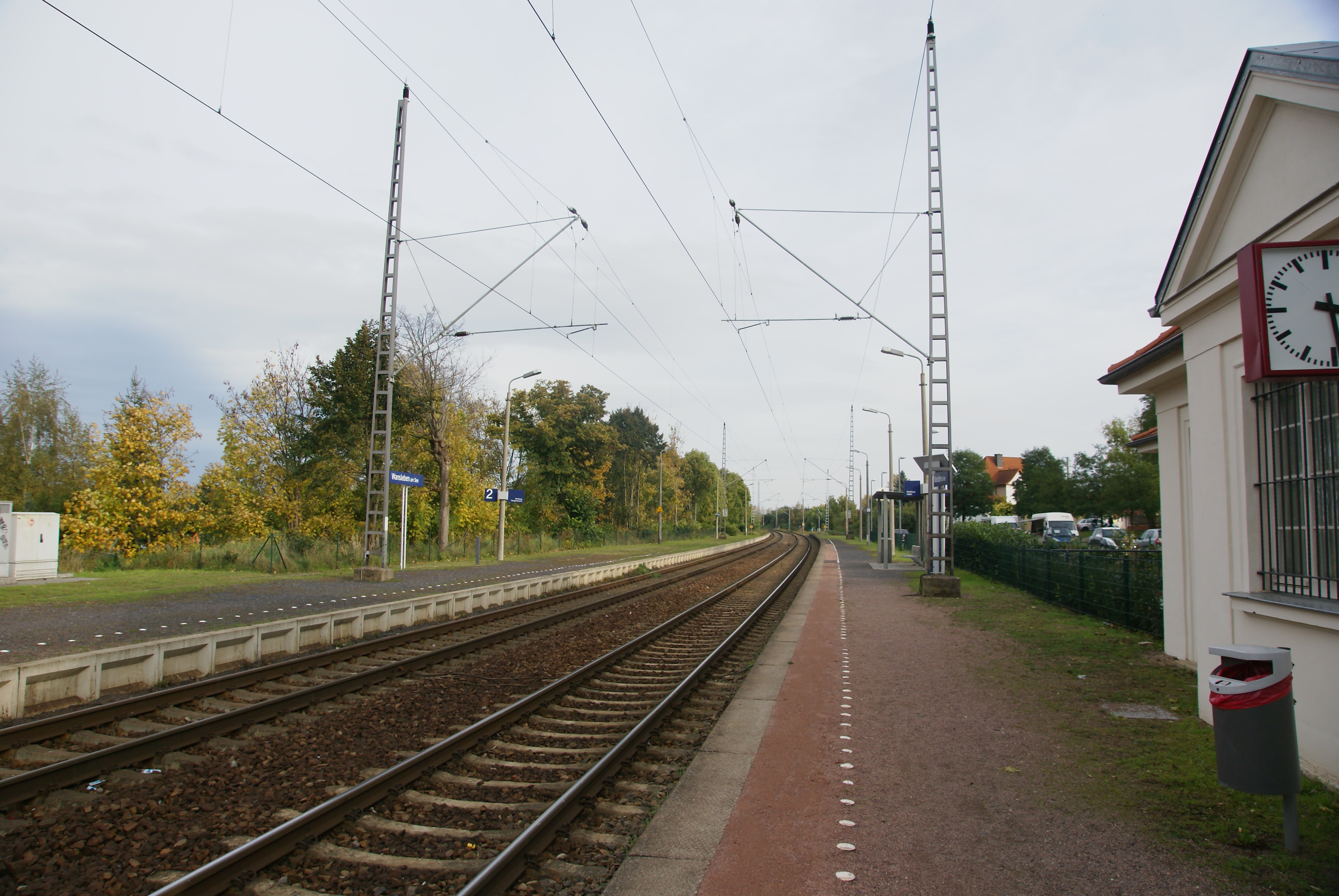
Ж/д станция в Ванслебен-ам-Зе